# Adoxia croceicollis
Adoxia croceicollis es un coleóptero de la familia Chrysomelidae. Fue descrita científicamente por primera vez en 1848 por Germar.